# Kínos
A Kínos (eredeti cím: Awkward) színes, amerikai televíziós komédia-dráma sorozat. Amerikában 2011. július 19-étől az MTV kezdte sugározni. Magyarországon a MTV és a VIVA adta. Ötödik, egyben utolsó évada 2016. május 24-én ért véget.

## Tartalom
A sorozat főszereplője Jenna Hamilton az átlagos tinédzser, aki fürdőszobai balesete után a középpontba kerül az suliban. Jenna a maga módján mindig kikerül valahogy a kínos helyzetekből. A suli legédesebb fiúja szerelmes belé (Matty), de akad vetélytársa , a legjobb barátja (Jake) majd Collin is a képbe kerül. Jenna a két fiú közt van és döntenie kell....Először Jake majd újra Matty . Miután szakít Mattyvel összejön Collinnal aki egy tehetséges drámaíró, de beleviszi Jennát olyan dolgokba ami addig távol állt tőle. Összeveszik a barátaival de a végére minden szép lesz . Majd miután szakított Collinnal, újra Mattyre esik a választása, de Mattynek addigra más tetszett meg(Bailey). Jenna segít végül Mattynek elvinni a lányt a bálra, és végül rájön, hogy egyedül is jól érezheti magát. Következőnek mindenki megtudja, hogy hanyadik ranglétrán állnak tanulás terén, és Jenna elkeseredik, hogy elég rossz helyen áll. Megpróbál javítani a tanulmányi átlagán, hogy jó egyetemre vegyék fel. Ekkor ismerkedik meg új szerelmével Luke-kal, a szexi egyetemistával.
Luke-kal sem alakultak fényesen a dolgaik és meg Matty is vissza jött a képbe...

## Szereplők
| Szereplő                 | Színész           | Magyar hang                                             |
| ------------------------ | ----------------- | ------------------------------------------------------- |
| Jenna Hamilton           | Ashley Rickards   | Gerhát Barbara (1. évad) Bogdányi Titanilla (2-5. évad) |
| Matthew "Matty" McKibben | Beau Mirchoff     | Markovics Tamás                                         |
| Lacey Hamilton           | Nikki DeLoach     | Ősi Ildikó                                              |
| Tamara "T" Kaplan        | Jillian Rose Reed | Kis-Kovács Luca                                         |
| Jake Rosati              | Brett Davern      | Joó Gábor                                               |
| Sadie Saxton             | Molly Tarlov      | Kokas Piroska                                           |
| Valerie Marks            | Desi Lydic        | Madarász Éva                                            |
| Lissa Miller             | Greer Grammer     | Szabó Zselyke                                           |
| Ming Huang               | Jessica Lu        | Mohácsi Nóra                                            |

## Évados áttekintés
| Évad | Évad | Epizódok | Eredeti sugárzás    | Eredeti sugárzás     | Eredeti adó |
| Évad | Évad | Epizódok | Évadpremier         | Évadfinálé           | Eredeti adó |
| ---- | ---- | -------- | ------------------- | -------------------- | ----------- |
|      | 1    | 12       | 2011. július 19.    | 2011. szeptember 27. | MTV         |
|      | 2    | 12       | 2012. június 28.    | 2012. szeptember 20. | MTV         |
|      | 3    | 20       | 2013. április 16.   | 2013. december 17.   | MTV         |
|      | 4    | 21       | 2014. április 15.   | 2014. november 25.   | MTV         |
|      | 5    | 24       | 2015. augusztus 31. | 2016. május 24.      | MTV         |